# 丸穂村
丸穂村（まるほむら）は、愛媛県北宇和郡にあった村。現在の宇和島市中心部に東接・南接する区域にあたる。

## 地理
- 海洋: 宇和島湾
- 山岳: 高月山、三本杭
- 河川: 須賀川、神田川、来村川

## 歴史
- 1889年（明治22年）12月15日 - 町村制の施行により、近世以来の丸穂村が単独で自治体を形成。
- 1917年（大正6年）5月1日 - 宇和島町に編入。同日丸穂村廃止。